# Dallara 190
La Dallara 190, chiamata anche Dallara F190 o Dallara BMS190, è una monoposto di Formula 1, costruita dalla italiana Dallara e utilizzata dalla scuderia BMS Scuderia Italia per partecipare al Campionato mondiale di Formula 1 1990.
Progettata da Gianpaolo Dallara e da Christian Vanderpleyn, è alimentata da un motore Cosworth DFR V8 da 3,493 cc con architettura V8.